# النظام القضائي في الإمبراطورية الروسية
النظام القضائي في الإمبراطورية الروسية أنشئ كجزء من نظام الإصلاحات التي نفذتها حكومة بيتر الأول.

## النظام القضائي بعد 1864
النظام القضائي في الامبراطورية الروسية، كانت موجودا منذ منتصف القرن 19، وقد تم تأسيسه من قبل «اعتاق القيصر» ألكسندر الثاني، من خلال النظام الأساسي المؤرخ 20 تشرين الثاني 1864.
النظام الجديد -الذي يعتمد جزئيا على النظام الإنجليزي، وجزئيا عن النموذج الفرنسي- تم انشاؤه على بعض المبادئ العريضة: الفصل بين الوظائف القضائية والإدارية، واستقلال القضاة والمحاكم، والدعاية للمحاكمات والإجراءات الشفوية، والمساواة بين جميع الطبقات أمام القانون. وعلاوة على ذلك، تم إدخال عنصر الديمقراطية من خلال اعتماد نظام المحلفين، وحتى الآن تم انتخاب القضاة. شكل إنشاء نظام قضائي بشأن هذه المبادئ تحولا جذريا في مفهوم الدولة الروسية، والتي، من خلال وضع وإقامة العدل خارج نطاق السلطة التنفيذية، توقفت عن أن تكون استبدادية. هذه الحقيقة جعلت النظام البغيض خاصة إلى البيروقراطية، وخلال السنوات الأخيرة من عهد الكسندر الثاني وعهد الكسندر الثالث كان هناك مجزأة نستعيد ما أعطيت. كانت محفوظة لمجلس الدوما الثالث، بعد الثورة، للبدء في عكس هذه العملية.
النظام الذي أنشئ بموجب القانون لعام 1864 كان لافتا أنه في إنشاء مجموعتين منفصلتين في المحكمة، لكل منها محاكم الاستئناف الخاصة بها في اتصال فقط في مجلس الشيوخ والمحكمة العليا للنقض. أول هذه المجموعتين، استنادا إلى النموذج الإنجليزي، هي محاكم القضاة المنتخبين من اجل السلم، مع ولاية قضائية على قضايا تافهة، سواء كانت مدنية أو جنائية، والثانية، استنادا إلى النموذج الفرنسي، هي المحاكم العادية من القضاة المرشحين، بهيئة أو بدون محلفين للنظر في القضايا الهامة.

### قاضي صلح
قضاة الصلح (بالروسية: sudya mirovoy "قاضي مير") حكم في القضايا الجنائية والمدنية الصغيرة. قضاة القطعة، كل على حدة من صفوف المنتخبين للحكم الذاتي المحلي في الهيئات الحكومية -- الزيمتوف في مقاطعات البلاد ومجلس الدوما في المدن.
المرشحين لهذا المنصب كان عليهم تلبية شروط معينة: فقط الأشخاص ذوو التعليم الثانوي كانوا مؤهلين، وفقط الأشخاص ذوي العقارات من 15000 روبل في المناطق الريفية، 6000 روبل في العواصم و3000 روبل في المدن الأخرى. معظم القضاة كانوا أصحاب الأراضي الصغيرة  يمكن لزيمتوف في بعض الحالات انتخاب قضاة الصلح بغض النظر عن المؤهلات والممتلكات، ولكن مثل هذه الانتخابات في حال كان لا بد من بالإجماع. قضاة الصلح الذين انتخبوا لمدة 3 سنوات، تأكد منصبهم من قبل مجلس الشيوخ. لا يمكن أن يقالوا طوال فترة عضويتهم في المكتب، باستثناء لائحة الاتهام من قبل في إطار عملية للقانون.
هناك فئتان: القضاة والقضاة الفخريون. القاضي عادة ما يجلس وحده، في تقريره أسباب للسلام، ولكن، بناء على طلب من كلا الطرفين لرفع الدعوى، يجوز له استدعاء قاضي فخري كمقيم أو بديل عنه. في جميع القضايا المدنية التي تنطوي على أقل من 30 روبل، وفي قضايا جنائية يعاقب عليها لا تزيد عن ثلاثة أيام من الاعتقال، كان حكمه نهائيا. في غيرها من قضايا الاستئناف التي يمكن إدخالها على هذه الجنايات «للسلام» (mirovoy syezd)، التي تتألف من ثلاثة قضاة أو أكثر من الاجتماع الشهري للسلم (راجع دورات الربع الإنكليزية)، والتي هي بمثابة محكمة استئناف والنقض. من هذا النداء مرة أخرى يمكن أن تقدم في النقاط المتنازع عليها القانون الداخلي أو إلى مجلس الشيوخ، والتي قد ترسل القضية مرة أخرى لإعادة المحاكمة من قبل الجنايات للسلام في منطقة أخرى.

### المحاكم العادية
المحاكم العادية، في تنظيمها، موظفيها واجراءاتها، تشابه تلك في فرنسا. من قاضي البلدية (ispravni)، الذي، على الرغم من هذا المبدأ المنصوص عليه في عام 1864، يجمع بين الوظائف الإدارية والقضائية، يكمنه المناداة (كما هو الحال بالنسبة لقضاة الصلح) لجمعية للقضاة من هذا القبيل؛ من هذه مرة أخرى هناك نداء إلى محكمة المقاطعة، التي تتألف من ثلاثة قضاة؛  من هنا إلى محكمة الاستئناف (sudebnaya palata) ؛ بينما اصيب أكثر من هذا هو مرة أخرى في مجلس الشيوخ، والتي، كما يمكن للمحكمة العليا للنقض، إرسال القضية لإعادة المحاكمة للسبب المبين. محكمة المقاطعة، يمكن أن تعقد مع هيئة محلفين، حاول دون حق في الاستئناف في القضايا الجنائية، ولكن فقط بعد الحصول على إذن خاص في كل حالة من محكمة الاستئناف. مجلس الشيوخ، والمحكمة العليا للنقض، لهما إدارتان، واحدة مدنية وواحدة للقضايا الجنائية. كمحكمة العدل العيب الرئيسي هو أنها غير قادرة تماما على التعامل مع كتلة هائلة من الوثائق التي تمثل النداءات من جميع أنحاء الامبراطورية.

### المحاكم الكنسية ومحاكم الفولوست
فئتين هامة في روسيا بلغت أكثر أو أقل خارج نطاق اختصاص الأنظمة المذكورة أعلاه: رجال الدين والفلاحين. المحكمة الكنسية لديها اختصاص رجال الدين مع إجراءات محددة. اهتمامها العلماني تكمن أساسا في كون الزواج والطلاق يقع في نطاق اختصاصها، والإصلاح قد تأجل إلى حد كبير لان مجتمع الأثرياء والفاسدين في العاصمة الروسية فضل نظاما مما يجعل الطلاق بسهولة سلعة تباع وتشترى، ويتجنب في الوقت نفسه فضيحة في الدعاية.
حالة الفلاحين هي أكثر إثارة للاهتمام وتستحق إشعار إلى حد ما أكثر تفصيلا. شكل الفلاحون على التميز، بمنأى عن تأثير الحضارة الغربية. هذه الحقيقة اعترف بها المشرعون لعام 1864، وتحت المحاكم النظامية التي أنشئت في تلك السنة المحاكم الخاصة من الفلاحين الذين كانوا يعانون من أجل البقاء. هذه هي الحقيقة ولكن بعد سنوات قليلة في السن.
يصل إلى 1861، تاريخ التحرر، كان الفلاحين الأقنان تحت ولاية اللوردات الوراثية. مرسوم التحرر ألغى هذا الاختصاص، وأنشأ بدلا من ذلك في كل محكمة خاصة للفلاحين، والتي قضاتها ومحلفوها من الفلاحين أنفسهم، تم انتخابهم من قبل الجمعية العامة للفولوست (volostnoy skhod) من كل عام. في هذه المحاكم القانون العادي قد كتب في القليل ليقوله، وقرارات المحاكم كانت تستند إلى القانون العرفي المحلي. العدالة في إدارة هذه السلطة الأبوية كانت خاما، ولكن ليس غير فعالة. في جميع الدعاوى المدنية التي تنطوي على أقل من 100 روبل قيمة كانت تندرج ضمن نطاق اختصاصها، والمزيد من القضايا الهامة من موافقة الأطراف. كما أنهم تصرفوا كمحكمة الشرطة في حالة السرقات الصغيرة، وانتهاكات للسلام وما شابه ذلك. انهم اتهموا أيضا المحافظة على النظام في مير والأسرة، ومعاقبة المخالفات لقوانين الدين، والأزواج الذين يضربون زوجاتهم، والآباء والأمهات الذين يسيئون معاملة أطفالهم. عقوبة الجلد، ويفضل من قبل الفلاحين لعقوبة الغرامة أو السجن، لم تكن مجهولة. وكان القضاة، بطبيعة الحال، من الأميين كليا، وهذه يميل إلى رمي السلطة المطلقة في يد الكاتب (pisar) للمحكمة، الذي كان نادرا ما فوق الفساد.
الفلاحين ليسوا مضطرين للذهاب إلى المحكمة. أنها يمكن أن تنطبق على تموين الشرطة (stanovoi) أو إلى قضاة الصلح، ولكن لمسافات طويلة ليكون اجتاز في بلد ذا كثافة سكانية منخفضة بحيث يجعل هذا بالطبع غير مريح للغاية. من ناحية أخرى، لم يكن للمحكمة استئناف، ما لم تكن قد تصرفت بشكل غير قانوني أو متجاوز لحدود السلطة. في الحالة الأخيرة محكمة النقض هي منصوص عليها في لجنة المقاطعة لشؤون الفلاحين، الذي حل محل تجميع حكاما على السلام (mirovye posredniki) التي انشئت في عام 1866.